# Archaické Řecko

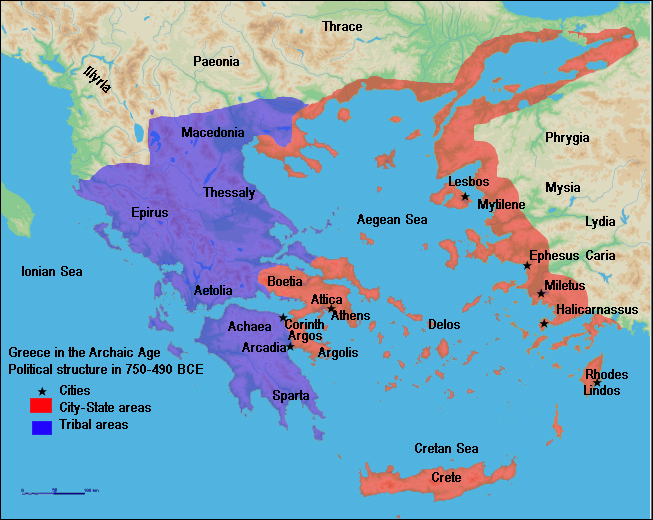
Mapa archaického Řecka

Archaické Řecko bylo období řeckých dějin trvající od 8. století př. n. l. do druhé perské invaze do Řecka v roce 480 př. n. l., které následovalo po temném období a které bylo následováno klasickým obdobím. V archaickém období Řekové založili kolonie ve Středomoří a Černomoří, od Marseille na západě po Trapezunt na východě; a na konci archaického období byli součástí obchodní sítě, která se rozprostírala po celém Středomoří.
Archaické období začalo mohutným nárůstem řeckého obyvatelstva a výraznými změnami, které vedly k tomu, že Řecko na konci 8. století př. n. l. bylo zcela odlišné od Řecka na jeho počátku. Podle Anthonyho Snodgrasse bylo archaické období ohraničeno dvěma revolucemi v řeckém světě. Začalo „strukturální revolucí“, která „narýsovala politickou mapu řeckého světa“ a ustanovila poleis, typické řecké městské státy, a skončilo intelektuální revolucí klasického období.
V archaickém období došlo k rozvoji řecké politiky, ekonomiky, mezinárodních vztahů, válečnictví a kultury. Položilo základy klasického období, a to jak v politické, tak v kulturní oblasti. V archaickém období se vyvinula řecká abeceda, vznikla první dochovaná řecká literatura, rozvinulo se sochařství, rozvinula se figurálně zdobená keramika a hoplíté se stali jádrem řeckých armád.
V Athénách byly za Solóna zavedeny první instituce demokracie a Kleisthenovy reformy na konci archaického období přinesly athénskou demokracii v podobě, jakou měla v klasickém období. Ve Spartě bylo během archaického období zavedeno mnoho institucí připisovaných Lykúrgovým reformám, oblast Messénie se dostala pod spartskou kontrolu, vznikl institut heilótů a byl založen Peloponéský spolek, díky němuž se Sparta stala dominantní mocností v Řecku.